# Episodi de La nuova squadra (terza stagione)
La terza e ultima stagione della serie televisiva La nuova squadra - Spaccanapoli, formata da 18 episodi, viene trasmessa in prima visione assoluta su Rai 3 dal 14 gennaio al 18 marzo 2011. 
| nº | Titolo                        | Prima TV         |
| -- | ----------------------------- | ---------------- |
| 1  | Con o senza prove             | 14 gennaio 2011  |
| 2  | Un lavoro di squadra          | 14 gennaio 2011  |
| 3  | Il nuovo boss di Spaccanapoli | 21 gennaio 2011  |
| 4  | Cedere il comando             | 21 gennaio 2011  |
| 5  | La blu                        | 28 gennaio 2011  |
| 6  | Spaccianapoli                 | 28 gennaio 2011  |
| 7  | Devi tirarti fuori            | 4 febbraio 2011  |
| 8  | Nella vita reale              | 4 febbraio 2011  |
| 9  | Assumerci il rischio          | 5 febbraio 2011  |
| 10 | Fuori di testa                | 5 febbraio 2011  |
| 11 | La prova                      | 11 febbraio 2011 |
| 12 | Non abbiamo altra scelta      | 11 febbraio 2011 |
| 13 | Non ci sarà una fine          | 25 febbraio 2011 |
| 14 | È me che vuole                | 25 febbraio 2011 |
| 15 | Un sistema perfetto           | 4 marzo 2011     |
| 16 | È troppo rischioso            | 4 marzo 2011     |
| 17 | Lui non c'entra niente        | 18 marzo 2011    |
| 18 | Ha scoperto chi sono          | 18 marzo 2011    |